# Eueides dissolutus
Eueides dissolutus är en fjärilsart som beskrevs av Hans Ferdinand Emil Julius Stichel 1903. Eueides dissolutus ingår i släktet Eueides och familjen praktfjärilar. Inga underarter finns listade i Catalogue of Life.